# Johannes Jahn

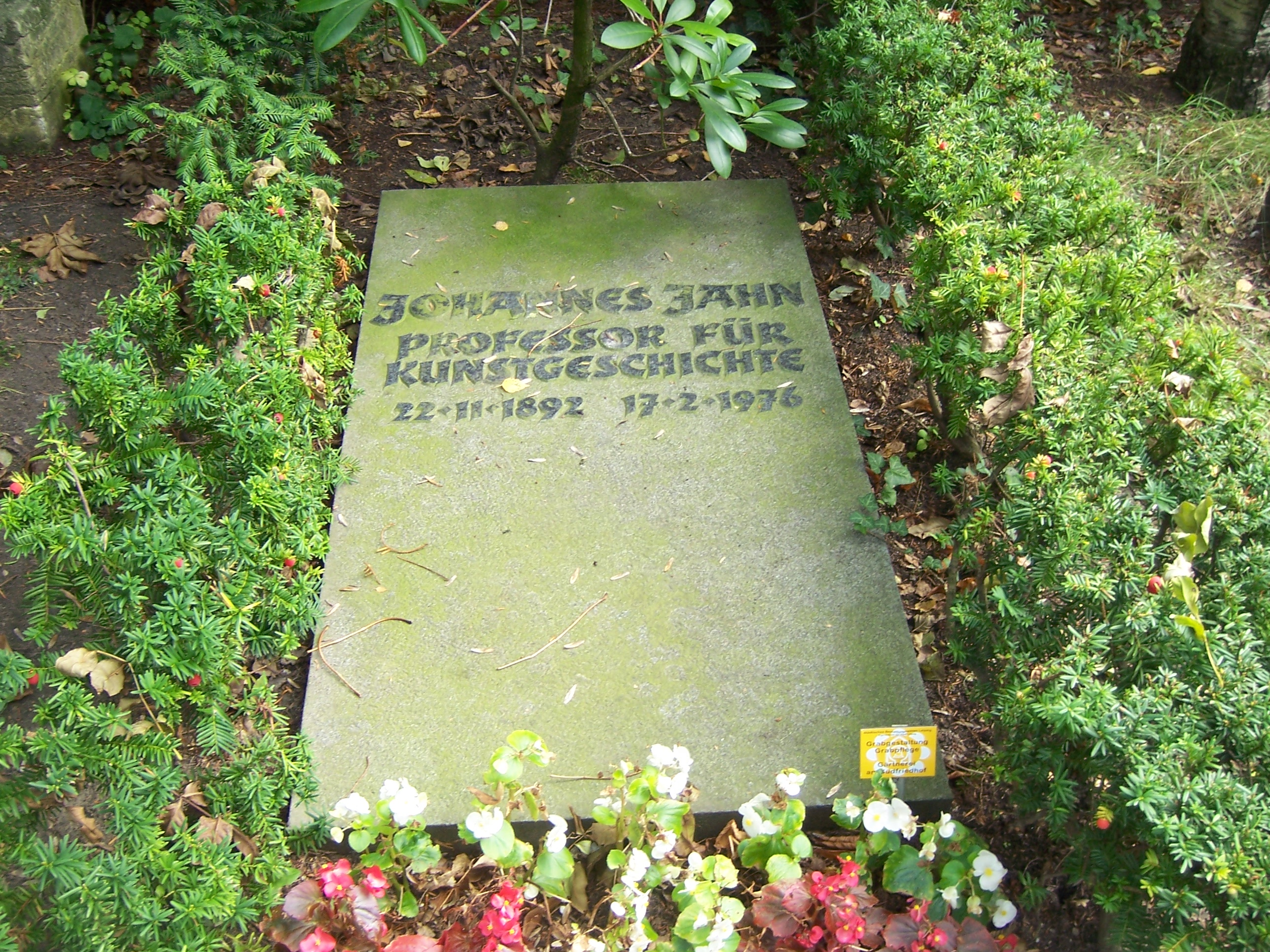
Grabstätte Johannes Jahn auf dem Südfriedhof in Leipzig

Georg Johannes Jahn (* 22. November 1892 in Orlandshof, Provinz Posen; † 17. Februar 1976 in Leipzig) war ein deutscher Kunsthistoriker und Museumsleiter. Er lehrte von 1934 bis 1964 als Professor für (Mittlere und Neuere) Kunstgeschichte an der Universität Leipzig und war von 1945 bis 1962 Direktor des Museums der bildenden Künste Leipzig.

## Werdegang und Leistungen
Nach dem frühen Tod seines Vaters, eines Rittergutsbesitzers, wuchs Johannes Jahn bei seinem Stiefvater, dem Maler Wilhelm Schulze-Rose, in Leipzig auf und besuchte dort die Sexta des König-Albert-Gymnasiums. Danach wechselte er auf das Gymnasium nach Dessau. 1913 legte er dort sein Abitur ab und begann anschließend ein Studium der Kunstgeschichte, Geschichte und Neueren Philologien an der Universität Leipzig. Im Dezember 1916 erfolgte die Promotion bei August Schmarsow und Adolf Birch-Hirschfeld mit einer Arbeit zum Thema Der Stil der Westfenster der Kathedrale zu Chartres. Im Ersten Weltkrieg wurde Jahn 1917/18 zur deutschen Bibliotheksverwaltung Brüssel ins besetze Belgien kriegsdienstverpflichtet. Danach legte er 1919 das Staatsexamen für das höhere Lehramt in den Fächern Französisch, Englisch und Geschichte ab; im selben Jahr war er Volontär an der Gemäldegalerie Dresden.
Von 1920 bis 1927 war Jahn wissenschaftlicher Assistent bei Schmarsow am Kunsthistorischen Institut der Leipziger Universität. Die Habilitation erfolgte 1927 mit der Schrift Beiträge zur Kenntnis der ältesten Einblattdrucke. Nach der Habilitation wurde Jahn Privatdozent für Mittlere und Neuere Kunstgeschichte in Leipzig, 1934 außerplanmäßiger außerordentlicher Professor. Er trat 1936 dem Nationalsozialistischen Deutschen Dozentenbund (NSDB) und der Nationalsozialistischen Volkswohlfahrt (NSV) bei. Trotz dieser Mitgliedschaften war Jahn kein überzeugter Nationalsozialist, weshalb ihm ein weiterer Aufstieg an der Universität Leipzig oder auch die Berufung an eine andere Hochschule in der NS-Zeit verwehrt blieb. Zu kunsthistorischen Studien reiste er 1937/38 nach Spanien, Frankreich und Italien. Wegen einer Hand- und Augenverletzung wurde Jahn im Zweiten Weltkrieg vom Militärdienst freigestellt.
In der Sowjetischen Besatzungszone wurde Jahn 1945 Mitglied im Kulturbund und im Jahr darauf in der Blockpartei LDPD. Zusätzlich zu seiner universitären Lehre wurde Jahn nach Kriegsende 1945 zum Direktor des Museums der Bildenden Künste Leipzig ernannt, das er bis 1962 leitete. Dessen Gebäude am Augustusplatz war bei zwei Luftangriffen schwer getroffen worden und hatte einen Totalschaden erlitten. Dennoch wurde es auf Drängen der sowjetischen Besatzungsmacht bald wiedereröffnet, zunächst ab Ende 1946 als Provisorium in der ehemaligen Reichsbank und ab 1952 dauerhaft im Reichsgerichtsgebäude, das es sich mit dem Georgi-Dimitroff-Museum teilte. Unter Jahns Direktorium mussten daher zunächst die Kriegsverluste ermittelt und die an 17 verschiedenen Orten ausgelagerten Kunstwerke wieder in Leipzig zusammengeführt werden.
An der Universität Leipzig, die ab 1953 den Namen Karl-Marx-Universität (KMU) trug, wurde Jahn 1952 Professor mit vollem Lehrauftrag, 1956 erhielt er einen eigenen Lehrstuhl für Kunstgeschichte. Von 1952 bis 1959 war er zudem Gastprofessor an der Martin-Luther-Universität Halle-Wittenberg, auch an der Medizinischen Akademie Erfurt hielt er Vorlesungen. Von 1953 bis 1962 hatte Jahn den Vorsitz in der Lucas-Cranach-Kommission beim Kultusministerium der DDR und organisierte in dieser Funktion acht Ausstellungen. In den Jahren 1953 bis 1957 war er Prodekan der Philosophischen Fakultät, von 1958 bis zu seiner Emeritierung 1962 stand er als Direktor dem Kunsthistorischen Institut der KMU vor. Außerdem wurde er 1958 Präsident des Museumsrates der DDR, ab 1963 gehörte er dem Internationalen Museumsrat (ICOM) an. 1961 wurde Jahn ordentliches Mitglied der Sächsischen Akademie der Wissenschaften, von 1965 bis 1971 war er Sekretar ihrer philologisch-historischen Klasse. Die Universität Leipzig verlieh ihm 1967 die Ehrendoktorwürde. In der DDR wurde er außerdem mit dem Vaterländischen Verdienstorden in Silber und dem Banner der Arbeit ausgezeichnet.
Jahn beschäftigte sich vor allem mit der Kunst zwischen dem Hochmittelalter und der Frühen Neuzeit, sowohl mit der Plastik, Malerei und Glaskunst als auch der Architektur. Er verfasste in weiten Teilen das weit verbreitete Wörterbuch der Kunst, welches zwischen 1940 und 2008 achtmal im Kröner-Verlag neu aufgelegt wurde. Er führte das 1937 von Wilhelm Pinder verfasste und zuvor in 10 Auflagen erschienene Insel-Buch Die Bildwerke des Naumburger Doms (IB 505) bis 1973 (12. Aufl.) mit einem neuen Geleitwort weiter.
Ein Teil des schriftlichen Nachlasses findet sich im Staatsarchiv Leipzig.

## Schriften (Auswahl)
- Kompositionsgesetze französischer Reliefplastik im 12. und 13. Jahrhundert. K. W. Hiersemann, Leipzig 1922 (Forschungsinstitut für Kunstgeschichte an der Universität Leipzig, Bd. 2)
- Die Skulpturen der nordfranzösischen Kathedralen. (= Bibliothek der Kunstgeschichte 77). E. A. Seemann, Leipzig 1924
- Wörterbuch der Kunst. Kröner, Leipzig 1940. (fortgeführt von Stefanie Lieb)
- Schmuckformen des Naumburger Doms. Aufnahmen von Erich Kirsten. Seemann, Leipzig 1944
- Deutsche Renaissance. Architektur, Plastik, Malerei/Grafik, Kunsthandwerk. Seemann, Leipzig 1969
- Lucas Cranach d. Ä. 1472–1553. Das gesamte graphische Werk mit Exempeln aus dem graphischen Werk Lucas Cranachs d. J. und der Cranachwerkstatt. Henschel, Berlin, 1972
- Kunstwerk, Künstler, Kunstgeschichte. Ausgewählte Schriften von Johannes Jahn. Hrsg. von Ernst Ullmann. Seemann, Leipzig 1982 (Seemann-Beiträge zur Kunstgeschichte)